# عقل كمي
العقل الكمي أو الوعي الكمي عبارة عن مجموعة من الفرضيات التي تقترح أن الميكانيكا الكلاسيكية لا تستطيع تفسير الوعي. يفترض أن ظواهر ميكانيكا الكم، مثل التشابك والتراكب، قد تلعب دورًا مهمًا في وظيفة الدماغ ويمكن أن تفسر الوعي.
التأكيدات على أن الوعي ميكانيكي كمي بطريقة ما يمكن أن تتداخل مع التصوف الكمومي، وهي حركة علمية زائفة تخصص خصائص خارقة للطبيعة للعديد من الظواهر الكمومية مثل اللا تموضع وتأثير المراقب.